# ルイ＝マリー・ド・ラ・ルヴェリエール＝レポー
ルイ＝マリー・ド・ラ・ルヴェリエール＝レポー（フランス語: Louis-Marie de La Révellière-Lépeaux、1753年8月24日 - 1824年3月24日）は、フランス革命期の政治家。国民公会の代議士や総裁政府の総裁を務めた。

## 生涯
1753年、ジャン＝バティスト・ド・ラ・ルヴェリエールの子として、ポワトゥーのモンテギュで生まれる。家族が所持する小さな領地からレポーの名前をとった。アンジェとパリで法律を学んだあと、1775年に法曹界に入った。1789年の三部会で代議士として出席した後、アンジェへ戻ってメーヌ＝エ＝ロワール県の議会で働き、ヴァンデの反乱に対処した。1792年に国民公会へ戻り、同年11月19日に「自由のために戦っている諸国をフランスが保護する」という有名な勅令を提案した。
ラ・ルヴェリエール＝レポーはルイ16世の処刑には賛成したが、過激派に全面的に同意したわけではなく、1793年にはジロンド派とともに追放された。テルミドール9日のクーデターまで隠れて生活した後、共和暦3年憲法の実施のための委員会に参加した。1795年7月には総裁政府の総裁に就任し、直後に公安委員会の委員にも就任した。当選した総裁のリストで首位に載ったため首班となった。
総裁の中ではジャン＝フランソワ・ルーベルと同盟し、ポール・バラスとも良好な関係を保ったが、ラザール・カルノーとの関係は劣悪であった。ラ・ルヴェリエール＝レポーの政策はキリスト教への憎悪に満ちたものであり、彼はイギリスの理神論者デーヴィット・ウィリアムズによる新宗教の敬神博愛教を推進した。フリュクティドール18日のクーデターにおいて、ラ・ルヴェリエール＝レポーはバラスとルーベルとともにクーデターを起こしたが、彼は自らの回想録において自分がクーデターの功労者であるように書いた。
プレリアール30日のクーデターで辞任を余儀なくされると隠棲し、10年後にパリへ戻るが、再び政治に関わることなく、1824年に死去した。